# Lijst van wegen in Catalonië
Het netwerk van belangrijk wegen (al dan niet een snelweg) in Catalonië kan onderverdeeld worden in twee groepen: Wegen beheerd door de Spaanse overheid en wegen beheerd door de Catalaanse overheid.
De eerstgenoemde wegen zijn routes die deel uitmaken van Red de Interés General del Estado, het netwerk van belangrijke Spaanse wegen, die voornamelijk dienen als langeafstandsverbindingen die ook buiten Catalonië komen dan wel van een speciaal soort strategisch belang zijn. Deze wegen zijn over het algemeen autopistas of autovías maar het kunnen ook gewone wegen zijn (de meeste komen in aanmerking voor opwaardering tot autovía).
De anderen zijn wegen die hoofdzakelijk in Catalonië zelf lopen. Toch kunnen deze wegen ook behoorlijk druk zijn (zoals de C-32 of C-58).

## Belangrijke wegen beheerd door de Spaanse overheid
De volgende wegen (al dan niet een snelweg) worden beheerd door de Spaanse overheid. De lijst is gesorteerd routes zodat het kan voorkomen dat er verschillende wegtypen door elkaar zitten. De kolom categorie vermeld of de weg een autopista (Normaal gesproken een snelweg die aan een concessiehouder gegund is waar tol geheven wordt), autovías of enkelbaans wegen.
| Bebording | Benaming                              | Categorie  | Routes (alleen de gedeelten binnen de grenzen van Catalonië staan vermeld) |
| --------- | ------------------------------------- | ---------- | --- |
| A-2       | Autovia A-2/Autovía del Nordeste      | autovía    | grens met Aragón - Lleida - Barcelona Caldes de Malavella - Fornells de la Selva niet naar autovía opgewaardeerde gedeelten behouden de oude naam, N-II (Spanje)                 |
| N-II      | N-II                                  | gewone weg | Barcelona - Caldes de Malavella Fornells de la Selva - grens met Frankrijk bij La Jonquera na ombouw autovíaA-2                                                                  |
| AP-2      | Autopista AP-2/Autopista del Nordeste | autopista  | El Vendrell (kruist met de AP-7) - Lleida - grens met Aragón |
| A-7       | Autovia A-7/Autovia del Mediterrani   | autovía    | Vila-seca - Tarragona niet naar autovía opgewaardeerde gedeelten behouden de oude naam, N-340                                                                                    |
| N-430     | N-340                                 | gewone weg | grens met Valencia - Vila-seca Tarragona - Vallirana toekomstige opwaardering naar autovía zullen hernoemd worden naar A-7                                                       |
| AP-7      | AP-7/Autopista del Mediterrani        | autopista  | Franse grens - Girona - Montmeló - El Papiol - Tarragona - grens met Valencia |
| A-14      | Autovia A-14                          | autovía    | gepland: Lleida - Vielha - grens met Frankrijk niet naar autovía opgewaardeerde gedeelten behouden de oude naam, N-230                                                           |
| N-230     | N-230                                 | gewone weg | Lleida - Vielha - grens met Frankrijk toekomstige opwaardering naar autovía zullen hernoemd worden naar Autovia A-14 stukken van deze route lopen ook over Aragonees grondgebied |
| A-22      | Autovía A-22                          | autovía    | in aanbouw: Lleida - Aragón |
| N-240     | N-240                                 | gewone weg | Tarragona - Lleida - grens met Aragón |
| A-26      | Autovia A-26                          | autovia    | Besalú - Olot gepland: Figueres - Olot |
| N-260     | N-260                                 | gewone weg | Franse grens nabij Portbou - Besalú Olot - Ripoll Puigcerdà - El Pont de Suert - grens met Aragón                                                                                |
| A-27      | Autovia A-27                          | autovia    | in aanbouw: Tarragona - Montblanc |
| A-34      | Autovia A-34                          | autovia    | L'Hospitalet de l'Infant-*-Vila-seca |
| N-420     | N-420                                 | gewone weg | Reus - grens met Aragón |
| B-10      | B-10 of Ronda Litoral                 | autovía    | Barcelona's zuidoostelijke ringweg |
| B-20      | B-20 of Ronda de Dalt                 | autovía    | Barcelona's noordwestelijke ringweg Sant Boi de Llobregat - Montgat |
| B-23      | B-23                                  | autopista  | Barcelona - Molins de Rei (kruist met de B-24) |
| B-24      | B-24                                  | autovía    | Molins de Rei (kruist met de B-23) - Vallirana (kruist met de N-340) |
| B-30      | B-30                                  | autovía    | AP-7's parallelweg Barberà del Vallès - Rubí |
| B-40      | B-40 of Quart cinturó                 | autovía    | in aanbouw: Abrera - Terrassa verondersteld: Terrassa - Granollers |
| LL-11     | LL-11                                 | autovía    | Oostelijke toegangsweg tot Lleida |
| LL-12     | LL-12                                 | autovía    | Zuidelijke toegangsweg tot Lleida |
| T-11      | T-11                                  | autovía    | Westelijke toegangsweg tot Reus en Tarragona |

## Belangrijke wegen beheerd door de Catelaanse overheid
De belangrijke wegen onder beheer van de Catalaanse overheid staan bevinden zich hoofdzakelijk in de provincie Calalonië.
Sinds 2004 worden C-wegen volgens onderstaande regels benoemd:
- De letter C voor het koppelteken (bijvoorbeeld, C-31) betekent dat de weg onder beheer van de Catelaanse overheid staat.
- Het eerste nummer na het koppelteken (bijvoorbeeld, C-31) staat voor de hoofdrichting:
  - 1 voor noord-zuid wegen
  - 2 voor west-oost wegen
  - 3 voor zuidwest-noordoost wegen
  - 4 voor zuidoost-noordwest wegen in het zuiden van Catalonië
  - 5 voor zuidoost-noordwest wegen in het midden van Catalonië
  - 6 voor zuidoost-noordwest wegen in het noorden van Catalonië
- Het tweede nummer na het koppelteken (bijvoorbeeld, C-31) staat voor het opvolgende cijfer van het categorienummer van het eerste cijfer. Bijvoorbeeld, voor zuid-noord wegen betekent het laagste nummer de meest westelijk gelegen weg en het hoogste nummer de meest oostelijk gelegen weg[1][2].

### Zuid-noord wegen
| Bebording | Benaming                                  | Categorie                    | Routes |
| --------- | ----------------------------------------- | ---------------------------- | --- |
| C-12      | C-12 of Eix Occidental                    | gewone weg                   | Amposta - Móra d'Ebre - Lleida - Balaguer - Àger                                                                                |
| C-13      | C-13 of Eix del Pallars                   | gewone weg                   | Lleida - Esterri d'Àneu |
| C-14      | C-14 of Eix Tarragona-Andorra             | autovía gewone weg           | Salou - Reus - La Seu d'Urgell                                                                                                  |
| C-15      | C-15 of Eix Garraf-Anoia                  | gewone weg                   | Vilanova i la Geltrú - Igualada verondersteld: opwaarderen van de route Vilanova i la Geltrú-Vilafranca del Penedès tot autovía |
| C-16      | Autovia C-16 of Eix del Llobregat of E-09 | autopista autovía gewone weg | Barcelona - Terrassa - Manresa - Berga - Túnel del Cadí - Puigcerdà                                                             |
| C-17      | C-17 of Eix del Congost                   | autovia gewone weg           | Barcelona - Vic - Ripoll (in aanleg of wordt omgebouwd tot autovía)                                                             |

### West-oost wegen
| Bebording | Benaming                 | Categorie  | Routes |
| --------- | ------------------------ | ---------- | --- |
| C-25      | C-25 of Eix Transversal  | gewone weg | Cervera - Manresa - Vic - Santa Coloma de Farners - Girona verondersteld: opwaarderen van de volledige route naar autovía |
| C-26      | C-26 of Eix Pre-Pirinenc | gewone weg | Alfarràs - Olot |
| C-28      | C-28                     | gewone weg | Vielha - Esterri d'Àneu                                                                                                   |

### Zuidwestelijk-noordoostelijke wegen
| Bebording | Benaming                         | Categorie                               | Routes |
| --------- | -------------------------------- | --------------------------------------- | --- |
| C-31      | C-31 of Eix Costaner             | gewone weg autovía autopista gewone weg | El Vendrell - Vilanova i la Geltrú - Castelldefels - Barcelona - Montgat Santa Cristina d'Aro - Palamós - Torroella de Montgrí - Figueres in aanbouw: de laatste delen worden nu opgewaardeerd tot autovía                                                             |
| C-32      | C-32 of Corredor del Mediterrani | autopista autovía autopista             | El Vendrell - Castelldefels(Autopista Pau Casals of Túnels del Garraf) Castelldefels - Sant Boi de Llobregat sommige hernoemde delen van de B-20 in Cornellà de Llobregat Montgat - Mataró - Palafolls (Autopista del Maresme) gepland: het gedeelte Palafolls- Blanes |
| C-33      | C-33                             | autopista                               | Barcelona - Montmeló |
| C-35      | C-35                             | gewone weg autovía                      | Parets del Vallès - Maçanet de la Selva - Llagostera (kruist met de C-65) |
| C-37      | C-37 of Eix Diagonal             | gewone weg                              | Valls - Olot |
| C-38      | C-38                             | gewone weg                              | Sant Joan de les Abadesses - Molló |

 tolweg

### Zuidoostelijke noordwestelijke wegen
| Bebording | Benaming                   | Categorie                     | Routes |
| --------- | -------------------------- | ----------------------------- | --- |
| C-42      | C-42                       | gewone weg                    | L'Aldea - Tortosa |
| C-43      | C-43                       | gewone weg                    | Benifallet - Gandesa                                                                                                  |
| C-44      | C-44                       | gewone weg                    | L'Hospitalet de l'Infant - Móra la Nova                                                                               |
| C-45      | C-45                       | gewone weg                    | Maials - Seròs |
| C-51      | C-51                       | gewone weg                    | El Vendrell - Valls                                                                                                   |
| C-53      | C-53                       | gewone weg                    | Vilagrassa - Vallfogona de Balaguer                                                                                   |
| C-55      | C-55                       | gewone weg                    | Abrera - Solsona |
| C-58      | C-58                       | autopista gewone weg          | Barcelona (kruist met de C-33) - Terrassa (verbinding met de C-16) Terrassa - Castellbell i el Vilar                  |
| C-59      | C-59                       | autovía gewone weg            | Santa Perpètua de Mogoda - Palau-Solità i Plegamans - Santa Maria d'Oló                                               |
| C-60      | C-60                       | autopista                     | Mataró - La Roca del Vallès                                                                                           |
| C-61      | C-61                       | gewone weg                    | Arenys de Mar - Sant Celoni                                                                                           |
| C-63      | C-63 of Eix Selva-Garrotxa | gewone weg                    | Lloret de Mar - Olot                                                                                                  |
| C-65      | C-65                       | gewone weg autovía gewone weg | Sant Feliu de Guíxols - Santa Cristina d'Aro - Llagostera (kruist met de C-35) Llagostera - Girona                    |
| C-66      | C-66                       | road autovía gewone weg       | Palafrugell - Sarrià de Ter - Banyoles - Besalú gepland: de opwaardering van het gedeelte Banyoles-Besalú tot autovía |